# 邵荣
邵荣（14世纪—1362年8月3日），元朝末年红巾军将领，又称邵六元帅。

## 生平

### 渡江初期
韩宋龙凤元年（1355年）六月，朱元璋率徐达、冯国用、邵荣、汤和、李善长、常遇春、邓愈、耿君用、毛广、廖永安等渡长江。六月，邵肆、邵荣、赵继祖、邓愈、毕高攻克广德府并驻守。八月，邵荣等攻克溧阳县。九月，元降将陈埜先复叛，杀都元帅郭天叙、右副元帅张天祐，郭張二帅所部败军退向句容、溧阳。次年（1356年）四月，邵肆、邵荣、廖永安升同佥。邵肆又称“邵四元帅”，而邵荣又称“邵六元帅”，未详二人是否同族。此时邵荣地位与朱元璋相当，可见朱元璋并未成为集团领导人，集团领导人很可能是郭天叙的弟弟，即后来的江南行省右丞郭天爵。七月，韩宋建立江南行省。同月，邵肆阵亡。

### 经略浙东
龙凤四年（1358年）二月，朱元璋遣邵荣、徐达率大军取道长兴，围攻张士诚治下的湖州。张士诚为了解围，遣兵攻陷宜兴，徐达分兵攻打宜兴，邵荣继续围攻湖州。徐达久攻宜兴不下，朱元璋遣使告诉他：“宜兴城西通太湖口，是士诚饷道所经之处，断其饷则必破。”徐达于是遣左翼元帅丁德兴阻绝太湖口，并力急攻，十月，攻克宜兴。邵荣曾攻破天目山寨，但终于十一月放弃围攻湖州。先前七月，郭天爵已因谋叛被朱元璋所杀。年底，廖永安被俘，邵荣成为唯一郭子興麾下仅存的高級武官。
龙凤五年（1359年），朱元璋论功任邵荣为江南行省平章。正月，邵荣在余杭击破张士诚的军队。二月，邵荣攻湖州，屡破张士诚军，兵至湖州城下，但未能击破守城的李伯升，还一度被李军全部出击所败。邵荣回屯临安，侦察得知张士诚军想来攻，先设伏以待，告诫将士一旦敌人来袭，坚守勿动，等他在山上举旗再一齐攻击敌人。李伯升率军到，攻打邵荣营寨，不能克。邵荣推測李軍已经疲惫，就举旗，诸军都鼓噪而出，伏兵也发作，敌军大乱，踩踏而死的尸体遍地都是。李伯升气愤，重新整军回攻，又败，偃兵退守。
约五月，朱元璋升任仪同三司、江南等处行中书省左丞相兼江南行枢密院同佥，为行政长官，而邵荣改任江南行省平章政事兼江南行枢密院同知，掌握军权。
六月，朱元璋在杭州经略和绍兴战事都不利的情况下，从浙东返回应天府以防御汉王陈友谅，邵荣仍以重兵指揮浙东战局，牵制张士诚在浙西的军队以阻止其南下。邓愈、胡大海所部控制了天目山南麓通道，也确保了邵荣能够率兵自由往来于天目山南北的杭州、湖州之间。胡大海在攻取婺州后，并未乘势南進尚在元朝治下的衢州，而是率军北上进攻张士诚治下的诸暨、绍兴，也正是为了牵制张士诚以策应邵荣、徐达等北路军进取杭州，徐达也曾分兵攻打诸暨。同时，浙东红巾军也攻打元朝治下的衢州、处州以免其与张士诚联合。七月，常遇春攻克衢州；十一月，胡大海攻克处州。同月，邵荣未能攻克湖州，回屯临安。
年末，邵荣、常遇春率大军攻杭州。出兵前，朱元璋告诫：“克敌在勇，全胜在谋，昔日关羽号万人敌，却为吕蒙所破，因为无谋，你应该引以为戒。”邵荣攻打杭州时，数战不利，元帅刘芒古歹及掾史商尚质战死。龙凤六年（1360年）三月，朱元璋遣使召邵荣、常遇春率大军回应天。红巾军历时一年有余的浙东经略未能驱除张士诚集团，此时也不得不兵返应天以全力应对陈友谅舉國來襲，但依然扫荡了残元在浙东的势力，扩大了在浙东的领地，卓有成效。

### 龙湾之战
五月，陈友谅攻打朱元璋，常遇春与徐达守池州，大败陈友谅。邵荣是否也参与，无考。闰五月，朱元璋受到陈友谅弟陈友仁攻打，调邵荣率冯国胜、常遇春等帐前五翼军三万人埋伏在石灰山抵禦。朱元璋数战不利后，调邵荣军沿江西截杀敌军，即“龙湾之战”，最后斩杀、溺死汉军二万、俘七千，汉将张志雄、梁铉、俞国兴、刘世衍等皆降，朱元璋军俘获汉军大船“混江龙”、“塞断江”、“撞倒山”、“江海鳌”百余艘及战舸数百，陈友谅、陈友仁乘小船逃脱，仅以身免。

### 处州平乱
先前韩宋政权已经瓦解，所餘江南势力为朱元璋所掌握。龙凤七年（1361年）三月，已受封吴国公、位在行省之上的朱元璋改枢密院为大都督府，邵荣改任中书省平章政事，在诸将中，仍然地位最高。
龙凤八年（1362年）二月，处州苗军元帅李佑之、贺仁得作乱，朱元璋认为浙江行省右丞朱文忠的军马不够用，命邵荣率兵讨之。三月，时值张士诚派弟弟张士信率兵万余围攻诸全州，守将院判谢再兴告急于朱文忠。当时金华叛军刚被平定，严州地近敌境，苗军又占据处州，朱文忠自认为兵少，不能应援，得知邵荣将至，于是与都事史炳合谋，派间谍在义乌古朴岭揭榜，扬言『右丞徐达与邵荣领大军到了严州，邵荣领兵五万已出江西，徐达领兵五万已出徽洲，即将进击。』张士信的军队果然惊讶，图谋夜遁。同佥胡德济侦察得知，秘密与谢再兴合谋，派壮士夜半开门鼓噪出击，张士信军混乱逃跑，自相蹂践及溺死的很多，诸全因而保全。安南翼总管季汶以所部驻白岩，出其不意攻打处州，邵荣军到后也令院判张斌等分攻处州四门，左右夹击。四月，邵荣及元帅王佑、胡深等在刘基参谋下攻处州，烧其东北门，军士乘城而入。李佑之自杀，贺仁得逃跑被俘，槛送应天，伏诛。王佑守处州，邵荣回应天，七月，到应天。

### 谋反伏诛
邵荣回到应天府的当月，因与参政赵继祖图谋作乱事败，為朱元璋所诛。

## 谋反争议

### 分歧记载
按《明史》《明实录》等记载，邵荣粗勇善战，与朱元璋同时起兵于濠州，朱元璋待之甚厚。邵荣与徐达、常遇春是朱元璋所任将帅中战功最卓著的。平处州归来后，邵荣开始骄蹇有觊觎心，常愤愤出怨言。有部将欲告发邵荣，邵荣不自安，与赵继祖图谋伺机作乱。张中预言：国中大臣有变，宜预防。七月，朱元璋阅兵于三山门外，邵荣与赵继祖伏兵于门内，欲发难，正好突然起了大风，吹军旗碰到朱元璋的衣服，朱元璋感到吃惊，换了衣服从其他道路回去。邵荣等不得发难，被部下元帅宋国兴所告发。朱元璋召邵荣等面讯，都伏罪，说：“死而已！”朱元璋不欲立即诛杀邵荣，幽禁于别室，对诸将说：“吾不负邵荣，而邵荣所为如此，我应该何以处之？”常遇春说：“邵荣等一旦忘却恩义，谋为乱逆，纵然公不忍杀之，遇春等也决不与他同生。”于是朱元璋准备酒食给邵荣吃，哭着与之诀别，邵荣等皆就刑。朱元璋也因此愈发爱重常遇春。
刘辰《国初事迹》也记载此事，但有出入，且误载为龙凤元年八月事：朱元璋得到告变后，令平章廖永忠、都护康茂才以设宴为名命壮士擒邵荣、赵继祖，给他们戴上枷锁，设酒招待，问：“我和你们同起濠梁，希望事业成功后共享富贵，为一代君臣。你们为什么要谋害我？”邵荣答：“我等同年出外，攻取城池，多受劳苦，不能在家与妻儿相守同乐，所以作此图谋。”不喝酒，且追悔了，哭泣。朱元璋也泪下。赵继祖对邵荣喊：“如果早为之，不见今日猎狗死于床下。事已至此，哭有什么用？”痛饮。朱元璋想禁锢邵荣终身让他自己死。常遇春说：“如果邵荣得逞，岂肯留我等性命？我们的妻儿也要被没为奴婢了。您有天命，其事败露是老天要诛杀他。现在反而留下他，是违背天命。不要让后人仿效。遇春等实在心有不甘。”于是朱元璋命缢杀邵荣，抄其家。
谈迁在《国榷》卷一中分析认为邵荣与朱元璋地位相当，无君臣之分，故见兵权皆归于朱元璋便萌生异心。
李新峰《邵荣事迹钩沉》、《明前期军事制度研究》、郭玉刚《1360年前后邵荣的地位及“应天集团”的性质》等文指出邵荣为红巾军老资格将领，地位与朱元璋相当；如邵荣为朱元璋亲信嫡系，没有理由在朱元璋正煊赫时对其怀恨觊觎。朱元璋明知陈埜先有异心却不告知郭天叙、张天祐致其中计而死，或系朱元璋与陈埜先的合谋；郭天爵之死亦朱元璋所为；郭天爵死后，邵荣就成为郭子兴余部的势力代表，所谓“愤愤出怨言”或系为郭子兴二子被害不平，其与赵继祖或早有推翻朱元璋的合谋，故选择在至正二十二年（即龙凤八年）七月正值邵荣刚平定处州之乱获得威望，而浙东、江西两次大规模叛乱使得朱元璋根基动摇之际举事，但朱元璋也本就有激邵荣作乱然后除之之心，刚逃脱邵荣暗算就接到邵荣要作乱的报告并随即设计以设宴之机擒拿邵荣，似早有准备。此外，宋国兴早已在至正十六年（1356年，即龙凤二年）于南台阵亡，黄金《皇明开国功臣录》认为告发者可能是其弟宋晟，潘柽章《国史考异》卷一认为宋国兴并未战死，但据俞本记载，告密者“授指挥，守广德”，应为宋国兴父宋朝用。先前巢湖水军将领赵伯中因失守安庆被判处决时，常遇春曾劝谏看在赵伯中是渡江旧人的份上姑且赦免，但朱元璋坚持“不依军法，无以戒后”；而在邵荣事件中，二人姿态却皆与此时相反。朱元璋的设酒、哭泣、不忍诛杀都是为了表现自己的宽大胸襟和邵荣的忘恩负义，及让邵荣心存侥幸，及考验部下忠诚度，只有赵继祖看穿了知道自己必死。
查继佐在《罪惟录》卷三十一〈叛逆列传·邵荣〉中也说：「邵荣与朱元璋为布衣之交，恩义不薄，又没有人激怒他，朱元璋兵威正盛，邵荣凭什么造反？既然朱元璋亲自问案，自然可以问出自己希望得到的案情。」

### 影响
此后，郭子兴势力不复存在，朱元璋在统一前再未受到内部挑战；邵荣及其所领军队的战功也在朱元璋影响下被遮掩，或略去不提，或记在徐达、常遇春、冯国胜等名下，或称之为“邵某”。